# Domenico Spinucci
Domenico Spinucci (Fermo, 2 marzo 1739 – Benevento, 21 dicembre 1823) è stato un cardinale e arcivescovo cattolico italiano.

## Biografia
Nacque a Fermo il 2 marzo 1739, secondo figlio del conte Giuseppe Spinucci e di Beatrice Vecchi-Buratti. A soli dodici anni, nel 1751, conseguì la Laurea in utroque iure presso l'Università di Fermo; anche in conseguenza delle polemiche che seguirono, nel 1757 si laureò nuovamente nello Studio di Bologna.
Il 25 febbraio 1778 fu nominato vescovo assistente al soglio pontificio da Clemente XIV.
Dal 12 maggio 1777 fu vescovo di Macerata e Tolentino e poi promosso arcivescovo di Benevento il 27 giugno 1796.
Al Monte di Pietà di Benevento lasciò ogni sua eredità; fu munifico verso la Chiesa, largo con i poveri.
Papa Pio VII lo elevò al rango di cardinale nel concistoro dell'8 marzo 1816.
Morì il 21 dicembre 1823 all'età di 84 anni.

## Genealogia episcopale
La genealogia episcopale è:
- Cardinale Scipione Rebiba
- Cardinale Giulio Antonio Santori
- Cardinale Girolamo Bernerio, O.P.
- Arcivescovo Galeazzo Sanvitale
- Cardinale Ludovico Ludovisi
- Cardinale Luigi Caetani
- Cardinale Ulderico Carpegna
- Cardinale Paluzzo Paluzzi Altieri degli Albertoni
- Papa Benedetto XIII
- Papa Benedetto XIV
- Papa Clemente XIII
- Cardinale Urbano Paracciani Rutili
- Cardinale Domenico Spinucci